# Lazy Drive
「Lazy Drive」（レイジー・ドライブ）は、sweet velvetの3枚目のシングル。

## 内容
1999年8月25日発売。全作詞は秋本瑞月、全作曲は大野愛果、編曲は古井弘人（#1）・小西康陽（#2）。
テレビ朝日系『やじうまワイド』エンディングテーマ。ボーカルの秋本瑞月は作詞をするときに、実際に朝早くに起きて作詞をしたと語っている。カップリング収録の「After All」は、インディーズEP『SWEET VELVET』収録曲の日本語歌詞バージョンである。
PVは秋本が神戸の街中を歩いたり、神戸ポートピアランドで遊ぶ様子が使われている。

## 収録曲
1. Lazy Drive
2. After All
3. Lazy Drive (original karaoke)